# Call of Juarez: Bound in Blood
Call of Juarez: Bound in Blood — відеогра, шутер від першої особи, в стилі вестерн, розроблена польської компанією Techland і видана компанією Ubisoft 29 червня 2009 року в США і 3 липня 2009 року в Євросоюзі. Гра є приквелом ігри Call of Juarez, 2006 рік. Цільові платформи: ПК (Microsoft Windows), PlayStation 3, Xbox 360.

## Розробка та підтримка гри
14 січня 2009 рік — компанія Ubisoft заявила про випуск гри «Call of Juarez: Bound in Blood» на ПК (Microsoft Windows), PlayStation 3, Xbox 360.
19 червня 2009 рік — гра «Call of Juarez: Bound in Blood» пішла на тиражування («на золото»).
22 червня 2009 рік — великий ігровий сайт IGN назвав найкращі літні ігри 2009 року. Call of Juarez: Bound in Blood посіла четверте місце.
5 липня 2009 рік — стало відомо про те, що Techland анонсувала три нові додатки до гри Call of Juarez: Bound in Blood. Розробники також заявили, що два нових додатки будуть орієнтовані на мультиплеєрну частину гри.
6 липня 2009 рік — гра потрапила на сьоме місце в топ самих продаваних ігор в Steam.
23 липня 2009 рік — вийшов перший відеоролик локалізованої гри від компанії 1С. Відео демонструє фрагмент з гри, а також дає почути діалоги персонажів в грі російською мовою.
25 липня 2009 рік — гра потрапила на сьоме місце найпопулярніших ігор Великій Британії за тиждень.

## Сюжет
Дія гри починається зі сцени, в якій брати Томас і Рей Маккол, перебуваючи в скарбниці ацтеків, в сварці направляють стволи револьверів один на одного. Поруч з ними, зламаний їх міжусобної ненавистю, молодший брат Вільям, і винуватеця конфлікту — прекрасна мексиканка Маріса. Атмосфера розпалюється, загальна суперечка зливається в відчайдушні
крики, чується постріл …
Потім нитку оповідання переносить глядача в Америку періоду громадянської війни.Рей і Томас, службовці регулярних частин Конфедерації, за різними флангах утримують лінію фронту від наступу частин Союзників. Раптово Рей дізнається про те, що ділянка оборони Томаса серйозно атакована. Він здійснює кидок в гарячій точці, щоб врятувати брата, по дорозі успішно відбиваючи атаки противника спільно з солдатами свого взводу. Але як тільки брати зустрічаються і спільно відбивають серйозний удар військ півночі, командування віддає наказ до відступу в напрямку Атланти. Рей з Томасом розуміють, що утримується ними зараз лінія оборони, це останній рубіж, що захищає їх рідний дім в Джорджії.
Вони вирішують дезертирувати з військ, з тим, щоб поспішити додому для порятунку матері і молодшого брата Вільяма від військ сіверян, що вже атакують їхнє родове помістя. Після прибуття, вони застають мати померлою в порожньому особняку зруйнованого маєтку. Поруч з нею Вільям, який кинув семінарію заради турботи про матір. Макколи відбивають атаку прибулих військ і збираються бігти в інше місто від загрози розправи з боку військового командування. Вільям намагається вселити їм, що покаранням за дезертирство буде смерть, але Рей переконує його слідувати разом з ними, зігравши на обіцянку знайти пізніше спосіб відновити їхнє родове помістя і відродити сім'ю. Заключні кадри місії демонструють полковника Барнсбі, військового командира Макколом, який прибув до маєтку в гонитві за ними, і, що приймає рішення будь-що-будь зловити їх, щоб вершити суд за зраду батьківщині.
Дія переноситься на рік вперед. Вільям поспішає в бар, щоб розняти братів, які не поділили дівчину. Їх викидали з багатьох міст за неналежну поведінку і крутий норов. І зараз, те що Томас переспав з дочкою шерифа, призводить до дуелі між ним та одним з Макколом, в якому шериф гине. Це призводить до бійні, влаштованої розгніваними жителями міста, з метою убити братів, і змушує останніх покинути місто, щоб вирушити далі, в бік Мексики. Реєм заволодіває думка знайти там легендарні скарби Ернана Кортеса. Вільям намагається відмовити його, пояснюючи, що це не більше ніж легенда, але Рей, сп'янілий думкою про незліченній багатстві вмовляє молодшого брата довіриться йому, обіцяючи, що саме ці гроші потрібні їм для відродження їхнього будинку. Після втечі з міста, Рей коротко попереджає Томаса, що якщо той ще раз забере в нього жінку — у відповідь він забере в нього життя.
Деякий час по тому, в мексиканському салуні, увагу Рея приковує якась мексиканка по імені Маріса. Двоє відвідувачів салуна починають брудно приставати до неї, і Макколи усмиряють їх свинцем. Пізніше з'ясовується що Маріса — кохана Хуана Мендози, на прізвисько «Хуарес», самого горезвісного злочинця Мексики. На подяку за її порятунок, Хуарез запрошує всіх пообідати в нього, і Рей користується цим візитом, щоб порозумітися з Марісом наодинці. Під час розмови, Рей кидає фразу про те, що він уб'є Хуарез, якщо той буде єдиною перешкодою на шляху до того, щоб вони були разом, і Маріса тільки підтримує його в цьому. Після обіду Хуарез присвячує братів в план про те, як заволодіти скарбами, пообіцявши їм їх частину. Людина на ім'я Девлін доставив йому безліч неприємностей, найнявши групу підривників для пошуку золота. Хуарез наказує Макколом знищити Девліна і його людей, що знаходяться в гірських шахтах. Брати прибувають на місце і пробиваються крізь поплічників до самого Девлін, шокуючи його, нарешті, на дуелі. Коли Рей наводить на нього, вмираючого і молящего про пощаду револьвер, з'являється схвильований Вільям і молить Рея пощадити нещасного, заклинаючи брата божим словом. Але навіть попри це, Рей все ж спускає курок, шокуючи Вільяма в несамовитість.
Паралельно основної сюжетної лінії, глядачеві демонструється сцена, в якій плем'я Апачі обговорює швидкий вихід на «війну проти білої людини». Їхній лідер, Швидка Річка доручає своєму синові, Пильному оку, добути 300 рушниць для свого племені. Пильне око, що має блакитні очі від своєї матері, і є, по суті, наполовину білим, висловлює незгоду проти війни, але все ж погоджується виконати веління батька, щоб довести того, що він не подібний цим «білим».
Тим часом, Маккол повертаються до Хуарез, який дає їм доручення зустріти свого збройового кур'єра, для того щоб отримати рушниці, необхідні їм для обміну з Апачі на медальйон, що є за переказами ключем до скарбів. Перш ніж вирушити в дорогу, Томас знаходить час, для таємної бесіди з Марісом, і висловлює невдоволення її відносинами з Реєм, з тим, щоб самому відкритися їй у своїх почуттях.
Прибувши на умовлене місце для зустрічі з кур'єром, Макколи дізнаються, що останнього заточили в міську в'язницю. З боєм брати звільняють його — це людина в поношеного військовій формі з повністю обмотаною бинтами головою — і доставляють до Хуарез. Потім глядач бачить як кур'єр, обговорюючи з Хуарез умови угоди знімає бинти з лиця, і постає у вигляді полковника Барнсбі.
Далі, в покинутому руднику, передбачався як місце зустрічі з Хуаресом, Барнсбі і його люди влаштовують засідку на Макколів, схоплюють їх і пов'язують. Вільяму вдається звільниться, а потім звільнити і Томаса з Реєм. Брати вибираються з рудника і спільно з Марісою і Хуарезом в гонитві вриваються на територію команчів. Апачі, в підсумку, стикаються віч-на-віч з Хуарез і заявляють йому, що знають, що він намагався обдурити їх, намагаючись продати зламані рушниці. Пильне око говорить, що дізнався це від Вільяма, який отримав нагороду від індіанців, і зберігає своє життя. Там, Пильне око обіцяє братам допомогти знайти медальйон, пояснюючи це тим, що таким чином сподівається вберегти своє плем'я від війни. Він, Рей і Томас вирушають на територію Навахо і добувають медальйон, не зумівши, проте, не осквернити святу землю кров'ю …
Після прибуття Пильне око викладає Макколам план з порятунку Маріси і Вільяма з табору, але просить їх відвернути увагу плем'я, щоб дати йому можливість навчити Вільяма користуватися медальйоном, запропонувавши їм влаштувати бійку. Томас і Рей розуміють що це самий відповідний спосіб порозумітися щодо Маріси, і затівають справжню бійку, яка викликає непідробний інтерес племені. Але план несподівано зривається з появою Барнсбі і його солдат, які знищують село, залишивши в живих лише вождя з його сином. Пильне око, Маріса і Вільям стають заручниками і можуть бути обмінені тільки на медальйон, який представляє тепер для Барнсбі основну мету. Рей і Томас роблять спробу врятувати їх, але Рей попереджає брата, що якщо їм це вдасться, він не бажає більше ніколи бачити його. Вони перемагають Барнсбі і його людей в місті-примарі, але знаходять Пильне ока смертельно пораненим, який перед смертю повідомляють їм, що Маріса і Вільям живі, і знаходяться в полоні у Хуареса. Він також зізнається батькові, що причетний до осквернення землі на якій спочивав медальйон. Зв'язаний Барнсбі просить у вождя помилування. Вождь наближається до нього з ножем у руці, але замість того щоб убити його, перерізає мотузки і відпускає Барнсбі на волю.
На ранчо Хуарез допитує Вільяма про те, як використовувати медальйон, але навіть після побоїв, той відмовляється розповісти про це і лише несамовито звертається до Господа, що злить злочинця. Він дає Вільяму револьвер, і наказує одному з бандитів прирізати хлопчика. Вільям проти своєї волі стріляє в нього, коли той підійшов надто близько, що викликає щиру радість Хуарез, а Вільяма майже залишають сили. І все ж не добившись відповіді, Хуарез віддаляється, віддавши наказ своїм людям вбити хлопчика. Маріса в останні хвилини намагається врятувати його, розкриваючи Хуарез, що вона носить його дитину — але все марно. В цей же час Рей і Томас порізно вриваються в табір штурмом, домовившись про те, що Рей рятує Вільяма, а Томас повинен підготувати коней для відступу як тільки знайде Марісу. Томас готує коней рятує Марісу, яка повідомляє йому про смерть Вільяма і вмовляє його кинути Рея, закликаючи подумати про скарби, які чекають їх двох. Також вона говорить що знає, як використовувати медальйон. Між тим Рей звільняє Вільяма і вони намагаються вирватися з табору, лише щоб виявити, що Томас зрадив їх. Брати йдуть підземним шляхом і зустрічають Хуареза, що перегороджує вихід. Рей б'ється з ним на дуелі і виходить переможцем, а потім вирушає за Томасом і Маріса, щоб здійснити свою помсту.
Томас з Марісом знаходять гробницю з золотом, і розповідь повертається в даний час. Рей стає обличчям до обличчя з Томасом, і вимагає правосуддя. Вільям з'являється між ними, ховаючи одну руку в рясі і оголошує, що не дозволить вбити Томаса, і Рею доведеться спочатку стріляти в нього на рахунок «три». При слові «три» Рей спускає курок, зреагувавши на піднімається руку Вільяма, і з жахом розуміючи, що у нього там була лише біблія, яка відлітаючи падає до ноги Барнсбі, який зауважує, що скарб і справді проклятий. Приміщення починає заповняться піском, і Макколи прагнуть піднятися нагору, вбиваючи людей полковника, що стоять на шляху. Нарешті, дуель між Барнсбі і одним з Макколом ставить крапку в цьому протистоянні.
Брати, разом з Марісом вирішують відмовитися від скарбу, розуміючи, що воно і справді прокляте. Жертва Вільяма спонукала Рея стати священиком і зберігати його біблію. Так само, він повінчав Марісу з Томасом. На заключних артах мається на увазі, що сімейний будинок у Джорджії побудований заново.

## Геймплей
Згідно з розробниками, «Call of Juarez: Bound in Blood» націлений на те, щоб надати геймерам «найсильніші відчуття Дикого Заходу з коли-небудь створених». Геймплей ігри представляється в жанр вестерну: поза законом, боси, дуелі, втечі з тюрем, пограбування банку, конфлікти з корінними жителями Північної Америки. У грі фігурують два головних персонажа — Рей і Томас. У грі присутня командна гра. У порівнянні з першою частиною геймплей став більш динамічним і лінійним.

## Персонажі
Call of Juarez: Bound in Blood включає в себе два іграбельних персонажа: Томаса і Рея, стилі пригод за яких несуттєво відрізняються, в силу практично повної лінійності сюжету.
- Рей МакКолл: Старший з братів, що віддає перевагу ближній бій і револьверну стрілянину з двох рук. На відміну від Томаса може використовувати динаміт і ручний кулемет Гатлінга. Так само, він витримує більшу кількість попадань в себе, завдяки сталевий кірасі, що захищає його груди, яку глядач також може бачити на ньому в сіквелі ігри — Call of Juarez, в якій той знаний як Преподобний Рей. Режим концентрації дозволяє йому за короткий проміжок часу відзначити 12 цілей для ураження, після закінчення якого він знімає всіх їх з бездоганною точністю. Рей — найжорстокіший, але в той же час і найвідданіший почуттям сім'ї з трьох братів. Жадібність, породжена жагою заволодіти скарбами і безрозсудне потяг до прекрасної іспанці Марісі затьмарює його розум, і робить готовим на все заради досягнення цих цілей. Значна частина сюжетного розповіді відводиться протистояння Рея і Томаса за право володіти іспанкою Марісом.

- Томас МакКолл: Середній брат. Снайпер по стилю ведення бою, використовує класичні рушниці, метальні ножі та бойові луки. Має здатність непомітно підкрадатися до ворога і без шуму нейтралізовувати його за допомогою ножа або лука, якщо дистанція велика. Унікальна можливість Томаса полягає в умінні використовувати ласо, щоб дістатися в звичайно недосяжне місце; своєю чергою це вносить якесь різноманіття в геймплей. Режим концентрації середнього брата, на відміну від такого у Рея, дозволяє взяти на приціл кількість супротивників, залежне від місткості обойми револьвера, аналогічним чином вбивали з стовідсотковою точністю по закінченні відведеного на прицілювання періоду часу, але в той же час дає можливість вести прицілювання в радіусі 180 градусів навколо себе і на різних рівнях висоти. Оригінальна особливість такого режиму зводиться до того, що стріляючи, гравець повинен симулювати стіком джойстика «вниз» і «вгору» (або рухом миші) спускання та підняття бойка револьвера у Томаса на екрані, що виробляє це своєю чергою лівою рукою, на популярний манер героїв класичних вестернів. Бувши за своєю природою м'якше характером, ніж старший брат Рей, Томас протягом всієї гри мучиться тяжким питанням, як йому вчинити: покинути Рея і молодшого брата, втікши з Марісом на пошуки скарбів, яка має до нього взаємні почуття, або, поступитися дівчину Рею, але так і залишитися на все життя, як йому здається, нещасним. Характер Томаса, на відміну від інших персонажів гри розкривається найменше, і глядачеві багато що доводиться домислювати самому.

- Вільям МакКолл: Молодший з братів і неіграбельний персонаж. Вільям виступає в ролі священика, слідуючи всюди за Томасом з Реєм, і свято вірячи, що рано чи пізно зуміє наставити їх на «шлях до світла», тим самим бувши останнім сполучною ланкою між загрузлими в розбої і міжусобицях братами і людським виглядом світобудови. Він не втрачає надію напоумити їх ні на секунду, часто потрапляючи в різні переробки, слідуючи за братами в саме пекло, і останні змушені постійно його рятувати. Остаточно Вільяма ламає вимушене, з міркувань самозахисту, вбивство ним одного з бандитів Хуареса, якому той наказує убити хлопчика. Хуарес доводить Вільяму, що він тепер такий же грішник як вони всі, і трохи пізніше молодший брат вирішує спокутувати скоєне їм, вставши між старшими братами в момент їхньої сварки, зі словами, що спочатку їм доведеться убити його, і через безглузду випадковість гинучи від руки Рея. Ця жертва спонукає Рея стати священиком, і в сіквелі — Call of Juarez — він зберігає біблію Вільяма.

- Хуан «Хуарес» Мендоса: Могутній і жорстокий мексиканський бандитський ватажок, названий так по імені міста, біля якого він з'явився на світ. Є одним з головних ворогів МакКолл, попри те, що спочатку стає їхнім союзником, після того як ті рятують його кохану, Марісу, від докучань купки бандитів у салуні мексиканського містечка. Хуарес, так само як і брати, шукає золото ацтеків, і пропонує їм свою допомогу в обмін на частину знайдених скарбів, але згодом здійснює зраду. Між ним і Реєм назріває конфлікт через Маріси, яка формально належить Хуарез, але той розуміє, що на неї претендує і Рей. Також Хуарес — біологічний батько «Біллі-свічки», протагоніста сиквела Call of Juarez.

- Маріса Мендоса: Коханка, і носій дитини Хуареса, яку МакКолл вперше зустрічають в мексиканському салуні, рятуючи від неприємностей. Рей закохується в неї з першого погляду і вирішує по закінченні операції з Хуаресом будь-яку ціну викрасти її і забрати з собою. Але Маріса потай любить Томаса і пізніше значно впливає на результат історії. В кінцевому підсумку вона залишається зі середнім з братів і народжує дитину Хуареса, хлопчика, згодом одного з двох головних дійових персонажів сиквела Call of Juarez.

- Полковник Джеремі Барнсбі: Полковник Конфедеративних військ часів громадянської війни, один з головних антагоністів Макколом на Протягом всієї гри. Барнсбі дав собі обіцянку знаходити і вбивати кожного дезертира з числа своїх солдатів на війні. Він жадає змусити Макколл нести відповідальність за втрату Атланти, коли ті, залишивши поле бою, поспішили туди для порятунку своєї матері і молодшого брата. Барнсбі також зацікавлювати скарбом ацтеків, вбачаючи в цих грошах можливість відродити армію Конфедерації і змінити результат війни. Шляхи Макколом і полковника перетинаються, коли брати виконують доручення Хуареса зустріти збройового кур'єра, яким пізніше і виявляється замаскований Барнсбі. Потім їх очікує чергова зустріч в індіанської селі, і, нарешті, в самій скарбниці, де буде дано результат їх тривалого протистояння.

- Швидка річка — вождь племені Апачі. Після вбивства його сина, поміняв ім'я на «Спокійна вода» і пішов в відлюдники.

- Орлиний зір — син «Швидкої ріки» вождя племені Апачі. Вбито полковником Барнсбі.

## Ігровий рушій
Call of Juarez: Bound in Blood оснований на четвертій, останній на сьогоднішній момент версії ігрового рушія Chrome Engine, що є власною розробкою компанії Techland.
Попри початкове відсутність підтримки Directx 10 — що є наслідком мультиплатформної орієнтації проєкту — гра підтримує практично весь спектр графічних можливостей сучасних GPU, таких як HDR-рендерінг, попиксельного освітлення, підповерхневе розсіювання, імітацію мокрих поверхонь і тканин, м'які тіні і т. д. Через використання відкладеного рендеринга класичний мультісемплінг не підтримується, проте рушій використовує обчислювальні можливості ALU для забезпечення крайового згладжування, що в підсумку дає схожий ефект. Call of Juarez: Bound in Blood, на відміну від свого приквела, не є настільки вимогливою в апаратних ресурсів комп'ютера проєктом — навіть при максимальних налаштуваннях якості графіки, вимоги, що пред'являються грою до графічної підсистеми, досить скромні, і, в переважній більшості випадків, для неї цілком достатньо картки класу Radeon X1950GT або NVIDIA GeForce 7900 GT.

## Силки
- Официальный сайт игры [Архівовано 3 вересня 2011 у Wayback Machine.](англ.)
- Официальный сайт разработчика игры Techland [Архівовано 22 червня 2011 у Wayback Machine.](англ.)
- Рецензия на игру Call of Juarez: Bound in Blood(рос.) на сайте Open.Games;

1. ↑  Steam — 2003.
2. ↑  Humble Store